# NGC 3075
NGC 3075 је спирална галаксија у сазвежђу Лав која се налази на NGC листи објеката дубоког неба.
Деклинација објекта је + 14° 25' 10" а ректасцензија 9h 58m 56,3s. Привидна величина (магнитуда) објекта NGC 3075 износи 13,7 а фотографска магнитуда 14,4. NGC 3075 је још познат и под ознакама UGC 5360, MCG 3-26-9, CGCG 93-12, IRAS 09562+1439, PGC 28833.